# Bitka pod Hojnicami
Bitka po Hojnicami (poljsko Bitwa pod Chojnicami, nemško Schlacht bei Konitz) je bila bitka med Poljsko in tevtonskimi vitezi v bližini Hojnic 18. septembra 1454. Bitka je bila ena od bitk trinajstletne  vojne, v kateri so zmagali tevtonski vitezi.

## Ozadje
Tevtonska vojska je imela okoli 9.000 konjenikov in 6.000 pešakov pod poveljstvom moravskega viteza Bernharda von Zinnenberga (Bernard Szumborski).  Poljska vojska je imela 16.000 konjenikov, nekaj tisoč služabnikov, ki so se lahko in običajno uporabljali v bitkah, nekaj sto pešakov,  500 najemnikov in meščanov iz Gdanska ter 2.000 najemnikov, ki jih je najela Pruska zveza. Vojski je poveljeval poljski kralj Kazimir IV. Njegova svetovalca sta bila kancler Jan Koniecpolski in Piotr Szczekocinski.
Poljski poveljniki so računali, da bo bitko dobila poljska težka konjenica in so zanemarili tako topništvo kot pehoto. Poveljniki niso razmišljali, da bi njihovi nasprotniki lahko spremenili svojo tradicionalno strategijo, in računali, da bodo tevtonski vojaki v obleganih Hojnicah lahko samo opazovelci. Bernard von Zinnenberg je načrtoval popolnoma drugačno bitko.

## Bitka
Na začetku je šlo vse po poljskih pričakovanjih, po vzorcu številnih drugih bitk med Poljaki in tevtonskimi vitezi. Poljska konjenica je napadla, zlomila tevtonske vrste, ubila vojvodo Rudolfa Saganskega in celo ujela Bernharda von Zinnenberga.  Tevtonska konjenica je skušala prebiti poljske črte in pobegniti v Hojnice. Tevtonska pehota, zbrana v utrdbi iz bojnih voz, se je izkazala za zelo dobro obrambo pred konjenico.
Sledil je nenaden napad iz Hojnic za hrbet poljske vojske, ki je  povzročil paniko. Bernhardu von Zinnenbergu je uspelo pobegniti in organizirati zasledovanje poljske vojske. Med begom je bilo ubitih  na stotine Poljakov, vključno s Piotrom Szczekocinskim, veliko pa se jih je utopilo v  bližnjem močvirju. Poljski kralj se je hrabro boril, dokler ga niso njegovi svetovalci prisilili, da je zapustil bojišče.

## Posledice
Poljski poraz je bil popoln. Na bojišču je ostalo 3.000 mrtvih.  Tevtonski vitezi so ujeli 300 vitezov, vključno s tremi glavnimi poveljniki: Mikolajem Szarlejskim, Łukaszom Górko in Vojtěchom Kostko iz Postupic. Sami so izgubili le okrog 100 mož. Bernhard von Zinnenberg je bil formalno poljski ujetnik, saj je dal viteško besedo.

## Vir
- Jacek Knopek, Bogdan Kuffel. Bitwa pod Chojnicami 18 IX 1454 r. w tradycji historycznej i regionalnej. Chojnice: Biblioteka Chojnicka, 2004.